# Doro (Album)
Doro ist das erste Musikalbum, das die ehemalige Sängerin der Gruppe Warlock, Doro Pesch, 1990 gänzlich unter eigenem Namen veröffentlichte. Es wurde von Gene Simmons produziert, der auch am Songwriting einiger Titel beteiligt war. Das Album enthielt mehrere Coverversionen. Die limitierte Erstauflage der Schallplattenausgabe enthielt ein Poster mit dem Covermotiv; ferner wurde das Album auch als Picture Disc vertrieben.

## Hintergrund
Pesch hatte 1989 das Album Force Majeure veröffentlicht, dessen Erstauflage zwar unter dem Namen Doro veröffentlicht worden war, dessen Cover jedoch mit einem Aufkleber mit der Beschriftung “+ Warlock” versehen worden war. Die Mitglieder der Band waren Tommy Henriksen (Bass), Jon Devin (Gitarren) und Bobby Rondinelli (Schlagzeug); durch die Cover-Gestaltung und explizite Nutzung des Namens der Sängerin entstand jedoch der Eindruck, dass die Gruppe nur noch der Anhang für Doro Pesch war.
Doros Manager, Alex Grob, hatte sich ursprünglich vorgestellt, dass Mike Chapman das nächste Album produzieren sollte, der jedoch wegen anderer Verpflichtungen außerstande war, diesen Auftrag anzunehmen. Schließlich nahm Grob Kontakt mit Simmons auf, und obwohl dieser erst kurz zuvor ein neues Album mit seiner Band Kiss aufgenommen hatte, sagte er zu. Simmons nahm seine Aufgabe ernst, unter anderem zeigte er Jon Devin, wie er die Gitarrenparts einzelner Stück spielen sollte. Bobby Rondinelli hatte sich vermutlich Chancen auf den Produzentenposten ausgerechnet oder zumindest die Hoffnung gehabt, Co-Produzent des Albums zu werden, doch das ließ Simmons nicht zu. So zerfiel die Band zu Beginn der Aufnahmen, die im Fortress Studio in Los Angeles stattfanden.
Da sie über keine eigene Band mehr verfügte, kamen zahlreiche bekannte und weniger bekannte US-amerikanische Musiker zum Zuge, mit denen das Album aufgenommen wurde. Produzent Simmons griff dabei überwiegend auf Musiker zurück, mit denen er selbst bereits gearbeitet hatte, unter anderem auf Tommy Thayer von Black ’n Blue, deren Alben Nasty Nasty und In Heat Simmons produziert hatte. Thayer fungierte neben Pat Regan, der als Toningenieur für Kiss (Hot in the Shade), Silent Rage (Don’t Touch me There), und Keel (The Right to Rock) gearbeitet hatte, auch als Produzent des Albums, Regan spielte zusätzlich Keyboards. Ferner nahmen Lanny Cordola und Chuck Wright, die damals beide der bei Simmons Records unter Vertrag stehenden Band House of Lords angehörten, an den Aufnahmen teil.
Die Aufnahmen der Lieder erfolgten jeweils auf 16- und 24-Spur-Bändern, 1990 kam dies technisch einem Rückfall etwa in das Jahr 1983 gleich. Pesch gab in einem Interview an, Simmons habe für sie die Funktion eines Gesangslehrers übernommen. Sie habe manche Songs drei- oder viermal aufgenommen und geglaubt, sie sei fertig, und Simmons habe ihr anschließend gezeigt, was noch alles falsch sei. Sie seien dann Wort für Wort den ganzen Text erneut durchgegangen, bis alles gestimmt habe. An Mirage hätten sie tagelang gearbeitet.
Auf Doro interpretierte die Sängerin drei Titel neu, die bereits von anderen Musikern veröffentlicht worden waren. Zum einen handelte es sich dabei um das Lied I Had Too Much To Dream von The Electric Prunes, dessen Originalversion 1966 erschienen war und in den USA Platz 11 der Billboard Hot 100 und in Großbritannien Platz 49 der Single-Charts erreicht hatte. Rock On, die zweite auf dem Album enthaltene Coverversion, war von Tommy Thayer geschrieben und 1988 von Black ’n Blue auf In Heat veröffentlicht worden. Das 1981 auf Music from the Elder von Kiss veröffentlichte und von Gene Simmons geschriebene Lied Only You ist der letzte Song, der nicht für dieses Album geschrieben wurde.
Als Single wurde das Lied Unholy Love ausgekoppelt, auf der Rückseite befand sich Broken. Die Maxisingle enthielt daneben die Lieder Save My Soul (vom Album Force Majeure) und Make Time For Love (vom Warlock-Album Triumph and Agony). Beide Single-Varianten erschienen ausschließlich auf Vinyl. In den USA wurde Unholy Love allerdings als Promosingle auf CD veröffentlicht und enthielt keine weiteren Lieder.
Am 22. April 1990 wurde am Mono Lake das Musikvideo zu Unholy Love gedreht. Regisseur war Jeff Stein, der auch schon für Tom Petty und The Cars gearbeitet hatte, Kameramann war Michael Chapman (The Lost Boys, Raging Bull). Das so entstandene Filmmaterial wurde später mit Schwarz-Weiß Aufnahmen und Super-8-Material zusammengeschnitten. Obwohl die Besetzung der neuen Band noch nicht feststand, wurden für das Video die Musiker E.J. Curse (Bass), Brian Jennings (Gitarre) und Anthony Fox (Schlagzeug) eingesetzt.
Doro wurde am 28. Mai 1990 nach fünfmonatiger Produktionsdauer veröffentlicht.

## Titelliste
1. (4:42) Unholy Love (Phil Brown, Adam Mitchell)
2. (4:04) I Had Too Much To Dream (Mantz, Tucker)
3. (3:18) Rock On (Tommy Thayer, Jamie St. James, Gene Simmons)
4. (4:21) Only You (Simmons)
5. (5:22) I'll Be Holding On	(Will Jennings, Hans Zimmer)
6. (5:15) Something Wicked This Way Comes (Simmons)
7. (3:35) Rare Diamond (John Leonardo Lepore, Doro Pesch)
8. (4:46) Broken (Karen Childs, Pesch)
9. (4:14) Alive (Childs, Pesch)
10. (4:01) Mirage (Simmons)

## Rezeption
Doro erreichte Platz 9 der deutschen Album-Musikcharts, in der Schweiz Platz 22. Das Album wurde trotz Veröffentlichung in den USA jedoch nicht international notiert.
Das Magazin Metal Hammer schrieb 1990 in einer Rezension über das Album, es besitze „gute Aussichten“, die mit Triumph and Agony „schon mal bewältigte Goldhürde erneut zu überspringen, zumal das Songmaterial der Düsseldorferin kaum noch Schwachpunkte“ aufweise. Das Album böte „straighte Metal-Attacken,“ „getragen schwerblütige Midtempo-Songs“ und nette Balladen, es sei „alles vertreten, was ein breites Hardrock-Spektrum“ ausmache. Peschs Stimme habe „hörbar an Ausdruck gewonnen.“ Titel wie I Had Too Much To Dream, I’ll Be Holding On oder der Live-Hammer Rock On seien „kleine Perlen, die nach dem ersten Hören zum erneuten Anwerfen des Plattenspielers“ animierten. Doro sei „zweifelsfrei ein beträchtlicher Sprung nach vorn gelungen.“

## Trivia
2013 nahm Pesch das Lied Only You erneut auf. Es war für die Verwendung auf dem Sampler A World With Heroes, einem Tributealbum zum vierzigjährigen Jubiläum von Kiss, vorgesehen.